# Robert Golob
Robert Golob (* 23. ledna 1967 Šempeter pri Gorici) je slovinský politik a podnikatel, od června 2022 předseda vlády Slovinska. 
V roce 1994 dokončil studium elektrotechniky na Univerzitě v Lublani. Působil pak jako postdoktorand na Georgijském technickém institutu v americké Atlantě. Od května 1999 do června 2000 pracoval jako státní tajemník na slovinském ministerstvu ekonomických aktivit. Roku 2004 spoluzakládal firmu GEN-I, která obchoduje s energií, a v letech 2006–2021 byl jejím předsedou. 
V roce 2002 byl zvolen jako radní v Nové Gorici. Do roku 2013 byl členem strany Pozitivna Slovenija a v letech 2013–2014 byl jedním z místopředsedů vládnoucí strany Stranka Alenky Bratušekové. V lednu 2022 zvítězil ve volbě na předsedu neparlamentní zelené strany Z.Dej, kterou pak přejmenoval na Hnutí Svoboda (Gibanje Svoboda). V parlamentních volbách 24. dubna 2022 strana zvítězila a Robert Golob byl k 1. červnu zvolen novým premiérem.
Je ženatý a má tři děti.